# CarnEvil
CarnEvil es un videojuego de disparos del subgénero "Shooter sobre raíles" el cual utiliza la pistola de luz para su jugabilidad.
Lanzado por Midway Games el 31 de octubre de 1998,(en halloween coincidentemente) CarnEvil se destacó de los demás videojuegos arcade debido a su contenido gráfico y su fuerte violencia "similar a la vida real" (en inglés: "lifelike violence).
Salpicado con una gran cantidad de humor negro, CarnEvil es un acrónimo de "El carnaval del mal" (Carnival of Evil), inspirado en la película de 1962 Carnival of Souls.
Es el juego más exitoso que existe en su género (siendo también el más exitoso de la compañía). A día de hoy no se ha lanzado un port para una videoconsola o un relanzamiento.
Trama:
La historia se sitúa en el pueblo ficticio de "Greely Valey" en la ciudad de Iowa (Estados Unidos). Una Leyenda urbana dice que si una moneda de oro es insertada en la boca del bufon en la parte superior de la tumba de "Ludwig TokkënTäkker" un maestro de ceremonias enterrado en el cementerio, un parque de atracciones embrujado se levantará de la tierra.
El juego se inicia con un grupo chicos tomando un tour en carreta por el cementerio de Greely Valley cortesía del "Experto en fantasmas" Spooky Sam.
El protagonista sin nombre abandona la carreta y se acerca a la tumba de TökkenTäkker  encontrando la moneda de oro "sentada" en la parte inferior de la tumba. El protagonista inserta la moneda en la boca del bufón (jester's en inglés), resultando en que aquel carnaval legendario ha emergido del suelo.
Atrapado adentro de este, toma un rifle de la galería de tiro y lo usa para pelear en contra  de los "Monstruos no muertos" y otras criaturas para escapar.
Tras pelear a través de la Casa embrujada, Rickety town (ciudad desvencijada en español) y el freak show (show de fenómenos en español), entra al "Big Top" (carpa de circo en español) para enfrentar cara a cara a "TökkenTäkker" el cual está a bordo de su aeronave.
Después de matar a "TökkenTäkker", el protagonista cae de la aeronave mientras esta explota. Por la mañana él y el único superviviente, "Betty",  despiertan enfrente de la tumba, tras esto la moneda que había insertado sale de nuevo por el espacio donde el la recogió, tras esto el re-inserta la moneda en la boca del bufón, provocando que este ría de malévolamente mientras  "Betty" grita de horror.
Jugabilidad:
"CarnEvil" consiste en 4 niveles en los cuales cada uno acaba con una pelea de jefe, los tres primeros niveles("Haunted House", "Rickety Town" y "Freak Show").
Como en otros de su género, los jugadores van disparando a los enemigos que aparezcan en la pantalla mientras van recorriendo el parque de diversiones con escenarios y una temática de horror.
El "gameplay" es considerablemente violento y a través de escenas sangrientas.
El control es una escopeta con Acción de bombeo adjunta a la cabina, para recargar; ambos jugadores deben bombear la parte delantera del arma o disparar afuera de la pantalla.
Ocasionalmente una chica llamada Betty aparecerá como un civil inocente, dispararle a ella hace que el jugador obtenga una penalización de salud. Pero no genera consecuencias a largo plazo o cambios en el juego.
Los "Power-ups" de salud y armas pueden ser encontrados durante el juego incluyendo una metralleta, escopeta, lanzallamas, un arma de baño ácido y la posibilidad de incrementar el cargador del arma primaria, Estos pueden ser obtenidos al disparar a ciertos iconos flotantes como un cartucho de escopeta o un barril de ácido; las armas especiales no pueden ser recargadas, pero la ampliación de cargar permanece hasta que el medidor de vida del jugador se quede vacío, disparar a los "power-ups" dará un bonus a los puntos totales del jugador.
Como extra en el menú del operador se puede cambiar el jefe del "Freak Show" del bebé deforme a un oso de peluche gigante.
- Datos: Q3660393